# 亜ヒ酸
亜ヒ酸（あヒさん、arsenous acid、arsenious acid）は、化学式がAs(OH)3の無機化合物である。水溶液中で生成することが知られており純物質は単離できないが、このことからAs(OH)3の重要性が損なわれることはない。
一般には、無水物に該当する三酸化二ヒ素のことを亜ヒ酸と呼ぶことが多い。

## 性質
As(OH)3はヒ素原子に3個のヒドロキシ基が結合した三角錐形の分子である。
類似化合物であるリンの化学種の亜リン酸（H3PO3）はホスホン酸（HPO(OH)2）側に平衡が偏っている。このようなAsとPの異なる性質は、主族元素では軽い元素ほど高い酸化状態の方が安定であるという傾向を反映している。

## 反応
{\displaystyle {\ce {As(OH)3}}} は水中での三酸化二ヒ素の穏やかな水和により生成する。
{\displaystyle {\ce {{As2O3}+ 3H2O -> 2H3AsO3}}}
塩基の添加により{\displaystyle {\ce {[AsO(OH)2]^-}}}、{\displaystyle {\ce {[AsO2(OH)]^{2-}}}}と{\displaystyle {\ce {[AsO3]^{3-}}}}の陰イオンにそれぞれ変化する。
{\displaystyle {\ce {{H3AsO3}+3OH^{-}->{AsO3^{3-}}+3H2O}}}
最初のpKaは9.2である。三酸化ヒ素水溶液の反応は、亜ヒ酸とその共役塩基に依存する。

## 毒性
ヒ素を含む化合物は毒性が大きく、発癌性を有する。無水物である三酸化二ヒ素は除草剤、殺虫剤、殺鼠剤などに使われている。また、亜ヒ酸は、ほぼ無味で無臭のため、昔から毒殺のために使用されてきた歴史がある。
日本では1938年、福岡県の春日原競馬場にて誤って亜ヒ酸を混ぜた焼餅が売られ15人以上が死亡する事件が発生したほか、1998年には和歌山県でカレーに亜ヒ酸が混入されて発生した和歌山毒物カレー事件が発生し、4人が死亡している。